# Vaduz
Vaduz (ausgesprochen [faˈdʊt͡s], im Ortsdialekt [faˈdot͡s]) ist der Hauptort des Fürstentums Liechtenstein. Die Gemeinde im Oberland ist die Residenz des Fürsten sowie der Sitz der Staatsregierung, des Landtags und aller Gerichte. Überdies ist es der Sitz des römisch-katholischen Erzbistums gleichen Namens.
Besonders bekannt ist Vaduz in seiner Eigenschaft als internationaler Finanzplatz. Die Gemeinde hat sechs Exklaven und ist somit eine siebengeteilte Verwaltungseinheit.

## Geographie

### Lage
| Vaduzer Riet |

| Forst |

| Dachsegg |

| Rüttistein |

| Pradamee |

| Hahnenspiel |

| Hintervalorsch |

| Vaduz |

Die Gemeinde hat eine Fläche von 17,284 km², umfasst das Dorf Vaduz und dessen unmittelbare Umgebung sowie sechs Exklaven. Das Gebiet mit dem Dorf Vaduz grenzt im Norden an Schaan, im Osten an Triesenberg, im Süden an Triesen und im Westen an die auf der anderen Seite des Rheins gelegenen Schweizer Gemeinden Sevelen und Buchs SG. Höchstgelegener Punkt des Gemeindegebiets ist mit 2150 m ü. M. das Silberhorn.
Vier Exklaven liegen im Rheintal. Es handelt sich um das landwirtschaftlich genutzte Vaduzer Riet zwischen dem Schaaner Industriegebiet und Eschen/Nendeln, die Wälder Forst am Fuss des Dreischwesternmassivs sowie Rüttistein und Dachsegg oberhalb von Planken. Die Waldparzellen befinden sich im Eigentum der Bürgergenossenschaft Vaduz, deren Mitglieder Anspruch auf das jährliche Losholz haben. Auf der rund 900 m ü. M. gelegenen Dachsegg wurden Spuren einer prähistorischen Besiedlung gefunden.

### Alpen

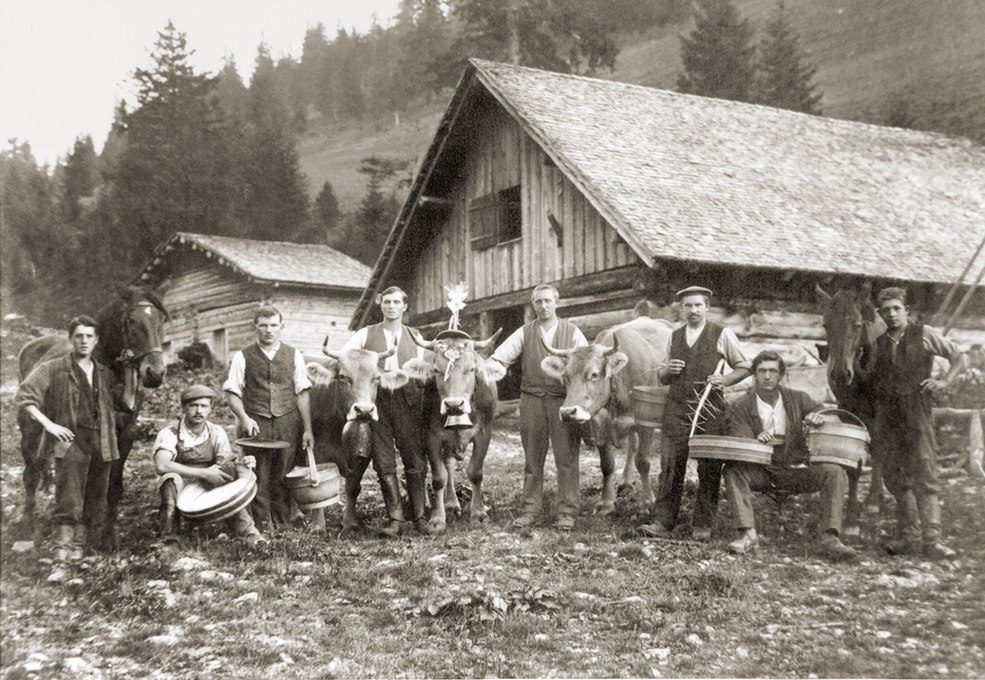
Alppersonal am Alpabfahrtstag im Jahr 1921 mit Sennereigeräten und einer geschmückten Kuh vor den unteren Hütten der Alp Pradamee.

Zwei Exklaven befinden sich im Berggebiet: einerseits die Genossenschaftsalpen Pradamee und Hahnenspiel und andererseits die Alp Hintervalorsch. Die Alpen Pradamee und Hahnenspiel im Hochtal Malbun wurden früher als Vaduzer Malbun bezeichnet.
Die Alp Hintervalorsch wurde 1643 wegen eines Streits zwischen Vaduz und Schaan von Vorder- und Mittlervalorsch abgetrennt und gehört seither zu Vaduz.
1781 wurde die Alpnutzung zwischen dem Vaduzer Ober- und Unterdorf aufgeteilt und getrennte Alpgebäude auf der Under Pradamee (1500 m ü. M.) und der Ober Pradamee (1700 m ü. M.) errichtet. Seit 1930 bezieht die Gemeinde Vaduz jährlich etwa eine Million Kubikmeter Trinkwasser von Pradamee. Um die Mitte des 20. Jahrhunderts endete der getrennte Sennereibetrieb. Ein Teil der Milch wird seither auf der Ober Pradamee verkäst.
1962 wurde auf dem Gebiet der Alp Pradamee der erste Skilift im Malbun gebaut, der 2006 zusammen mit anderen alten Liften durch neue Sesselbahnen ersetzt wurde.
Die Alp Hahnenspiel wird als Galtalp genutzt. Eine auf ca. 2000 m ü. M. gelegene kleine Höhle diente während der frühen Bronzezeit als Begräbnisstätte für einen Toten.
Die 1952 von der Gemeinde Vaduz gekaufte Alp Gaflei befindet sich auf Triesenberger Gemeindegebiet. Obwohl seit 2006 die Alpgebäude abgebrochen sind, werden die Alpweiden weiterhin genutzt.
| Alp            | Herkunft des Namens                           | Eigentümerin            | Fläche insgesamt | produktive Weidefläche | Alpgebäude   | Quelle |
| -------------- | --------------------------------------------- | ----------------------- | ---------------- | ---------------------- | ------------ | ------ |
| Pradamee       | rätoromanisch pra(tu) d’imez (mittlere Wiese) | Alpgenossenschaft Vaduz | 366,1 ha         | 89 ha                  | 1700 m ü. M. | [ 9 ]  |
| Hahnenspiel    | Ort, an dem der Spielhahn balzt               | Alpgenossenschaft Vaduz | 366,1 ha         | 13 ha                  | 1855 m ü. M. | [ 10 ] |
| Hintervalorsch | rätoromanisch val uors (Bärental)             | Alpgenossenschaft Vaduz | 106,8 ha         | 33,4 ha                | 1456 m ü. M. | [ 8 ]  |

### Klima
Für die Normalperiode 1991–2020 beträgt die Jahresmitteltemperatur 10,6 °C, wobei im Januar mit 1,4 °C die kältesten und im Juli mit 19,4 °C die wärmsten Monatsmitteltemperaturen gemessen werden. Im Mittel sind hier rund 75 Frosttage und 15 Eistage zu erwarten. Sommertage gibt es im Jahresmittel rund 54, während im Schnitt 10 Hitzetage zu verzeichnen sind. Die Messstation von MeteoSchweiz liegt auf einer Höhe von 457 m ü. M.
|                        | Jan  | Feb  | Mär  | Apr  | Mai  | Jun  | Jul  | Aug  | Sep  | Okt  | Nov | Dez  |   |       |
| Mittl. Temperatur (°C) | 1,4  | 2,7  | 6,8  | 10,7 | 14,7 | 17,9 | 19,4 | 19,1 | 15,0 | 11,1 | 5,7 | 2,2  | ⌀ | 10,6  |
| Mittl. Tagesmax. (°C)  | 5,0  | 6,8  | 11,8 | 16,0 | 20,1 | 23,2 | 24,9 | 24,3 | 20,0 | 15,7 | 9,5 | 5,5  | ⌀ | 15,3  |
| Mittl. Tagesmin. (°C)  | −2,0 | −1,1 | 2,3  | 5,6  | 9,7  | 13,0 | 14,6 | 14,6 | 10,8 | 6,9  | 2,2 | −1,1 | ⌀ | 6,3   |
|                        |      |      |      |      |      |      |      |      |      |      |     |      |   |       |
| Niederschlag (mm)      | 41   | 34   | 54   | 57   | 90   | 116  | 130  | 144  | 96   | 68   | 56  | 54   | Σ | 940   |
|                        |      |      |      |      |      |      |      |      |      |      |     |      |   |       |
| Sonnenstunden (h/d)    | 2,3  | 3,2  | 4,2  | 5,2  | 5,4  | 6,0  | 6,4  | 5,9  | 4,9  | 3,7  | 2,2 | 1,8  | ⌀ | 4,3   |
|                        |      |      |      |      |      |      |      |      |      |      |     |      |   |       |
| Regentage (d)          | 7,4  | 6,6  | 9,0  | 8,9  | 11,8 | 12,9 | 13,2 | 13,3 | 10,1 | 8,7  | 8,7 | 8,7  | Σ | 119,3 |
|                        |      |      |      |      |      |      |      |      |      |      |     |      |   |       |
| Luftfeuchtigkeit (%)   | 75   | 69   | 66   | 63   | 67   | 70   | 71   | 74   | 76   | 76   | 77  | 77   | ⌀ | 71,8  |

| −2,0 |

| −1,1 |

| 2,3 |

| 5,6 |

| 9,7 |

| 13,0 |

| 14,6 |

| 14,6 |

| 10,8 |

| 6,9 |

| 2,2 |

| −1,1 |

| −2,0 |

| −1,1 |

| 2,3 |

| 5,6 |

| 9,7 |

| 13,0 |

| 14,6 |

| 14,6 |

| 10,8 |

| 6,9 |

| 2,2 |

| −1,1 |

## Geschichte

### Herkunft des Namens
Vaduz wurde 1175/1200 als de Faduzes erstmals erwähnt, zwei Nennungen von 1021 sind spätere Fälschungen. Der Name ist, wie viele andere im Rheintal, romanischen Ursprungs und geht auf alträtoromanisch auadutg «Wassergraben; Kanal für Mühlen und Sägereien; Mühlgerinne» zurück, das seinerseits von lateinisch aquaeductus stammt.

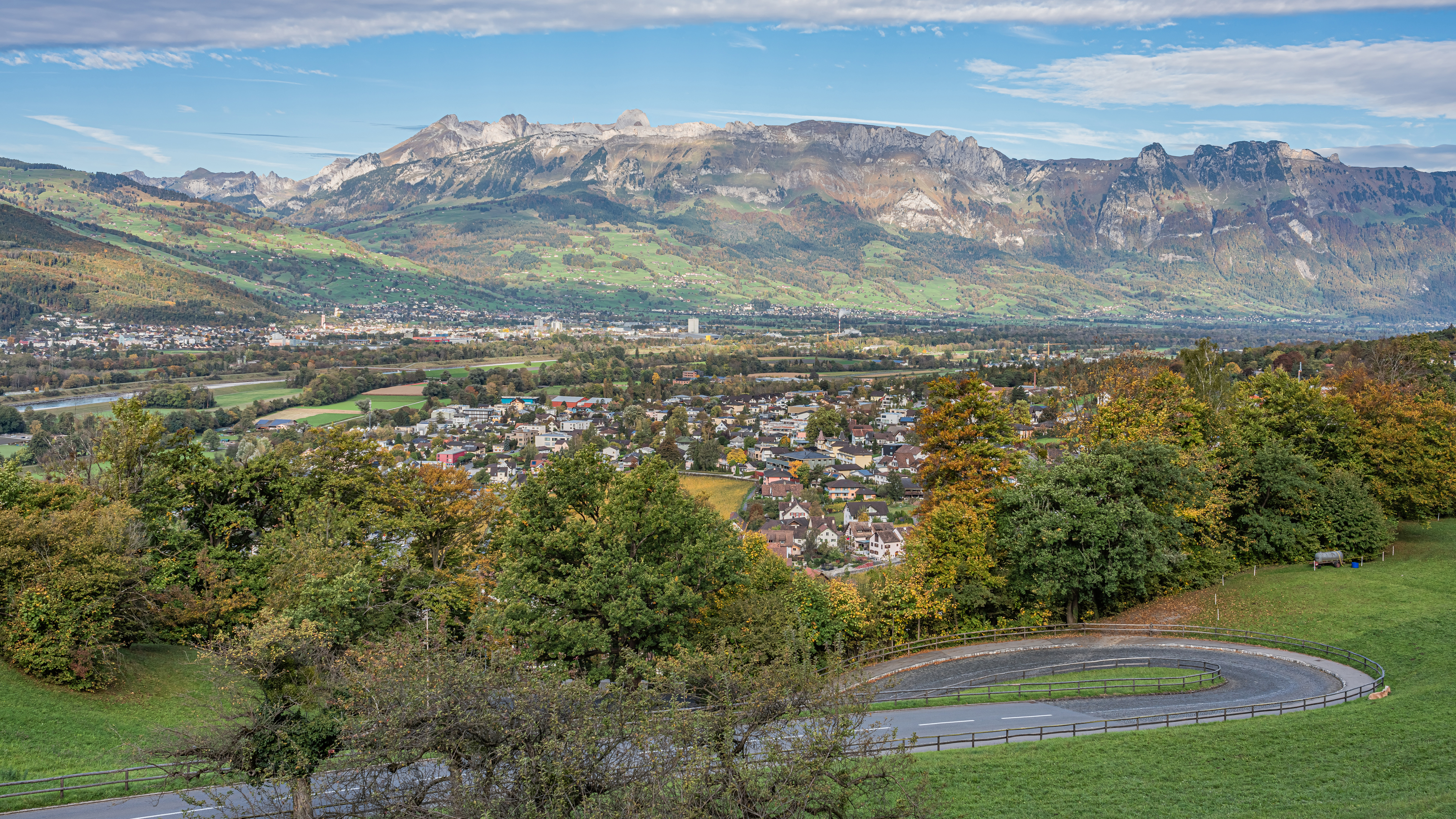
Blick auf Vaduz

### Reichsunmittelbarkeit
Am 3. Mai 1342 wurde das damalige Herrschaftsgebiet der Grafen von Bregenz geteilt, so dass die Grafschaft Vaduz entstand. 1392 erlangte diese unter den Grafen Heinrich V. (I.) und Hartmann IV. (II.) von Werdenberg-Sargans-Vaduz durch ein Privileg König Wenzels die Reichsunmittelbarkeit. In den nachfolgenden Jahrzehnten und Jahrhunderten wurde die Grafschaft immer wieder Schauplatz von Kriegen und Plünderungen, z. B. im Alten Zürichkrieg (1444–1446) oder im Schwabenkrieg (1499–1500).
Im Laufe der Zeit verschuldeten sich die Herrscher von Hohenems zunehmend, so dass sie schliesslich gezwungen waren, die Grafschaft Vaduz und die benachbarte Herrschaft Schellenberg zu verkaufen. Im Jahr 1699 erwarb Fürst Hans Adam von Liechtenstein die Herrschaft Schellenberg und im Jahr 1712 die Grafschaft Vaduz. Am 23. Januar 1719 vereinigte ein Diplom von Kaiser Karl VI. die Grafschaft Vaduz mit der Herrschaft Schellenberg und erhob es zu einem Reichsfürstentum mit dem Namen Liechtenstein. Vaduz gewann dadurch zunehmend an Bedeutung.
1806 gründete Napoleon Bonaparte den Rheinbund, in dem Liechtenstein ebenfalls aufgenommen und dadurch faktisch unabhängig wurde. Beim Wiener Kongress wurde diese Unabhängigkeit bestätigt und Liechtenstein wurde in den Deutschen Bund aufgenommen.

### Zollvertrag mit Österreich
Liechtenstein – und damit auch Vaduz – blieb aber lange Zeit sehr rückständig. Erst der im Jahr 1852 geschlossene Zollvertrag mit Österreich ermöglichte einen Aufschwung der wirtschaftlichen Verhältnisse, und eine konstitutionelle Verfassung von 1862 brachte politische Veränderung, so dass der Fürst nicht mehr uneingeschränkt herrschen konnte.
Im Ersten Weltkrieg kam es zur Verarmung der Bevölkerung, und zu Kriegsende wurde der Zollvertrag mit dem Kriegsverlierer Österreich-Ungarn aufgelöst.

### Zollvertrag mit der Schweiz und Wirtschaftswachstum

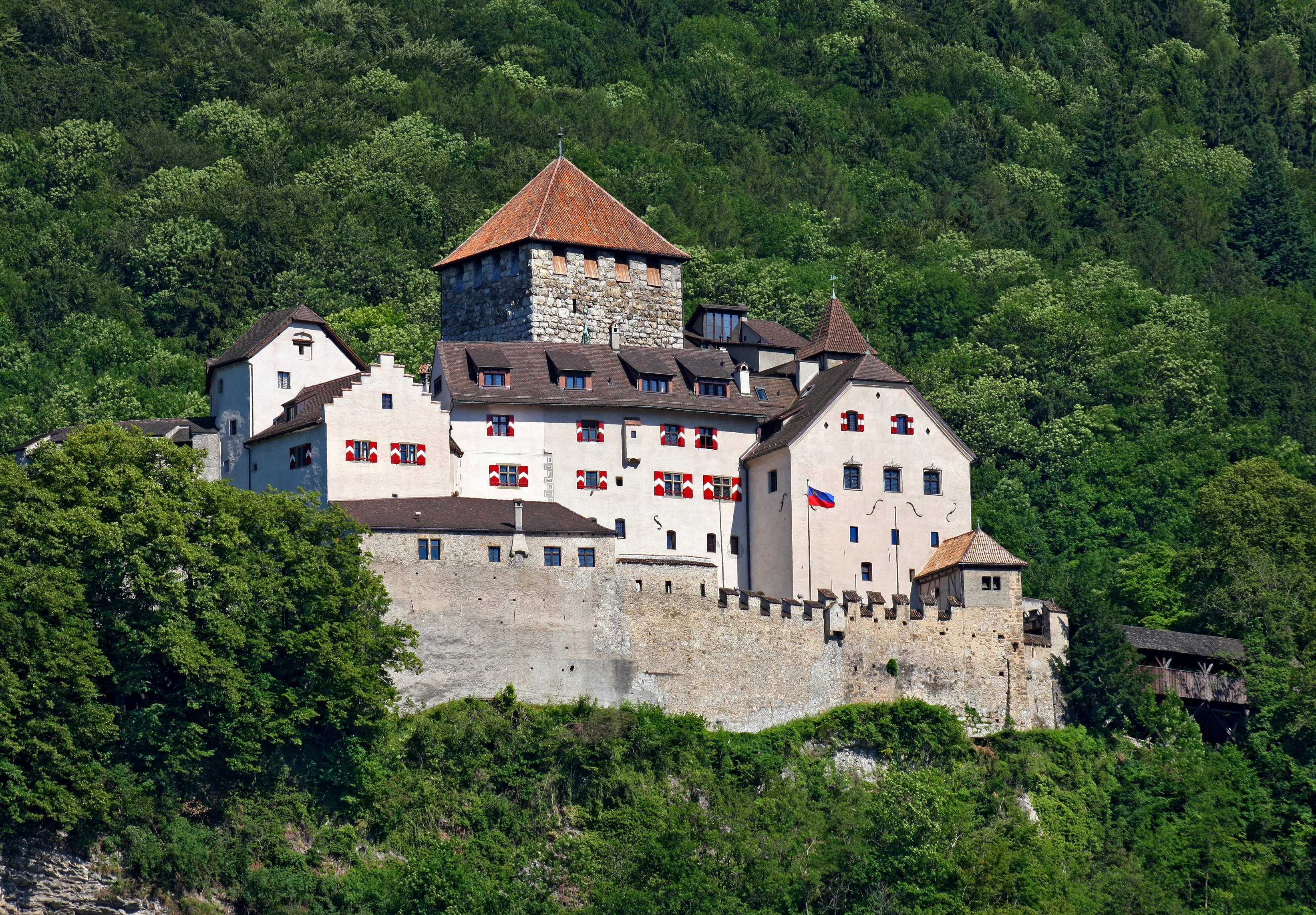
Schloss Vaduz

Nach der Auflösung des Zollvertrags mit Österreich 1919 näherte sich Liechtenstein zunehmend der Schweiz an, und im Jahr 1923 wurde der bis heute bestehende Zollvertrag mit der Schweiz unterzeichnet. Nachdem Österreich im März 1938 an das Deutsche Reich angeschlossen worden war, entschied sich der neu regierende Fürst Franz Josef II. als erster Fürst Liechtensteins – wegen der Ablehnung des Nationalsozialismus –, seinen Wohnsitz nach Liechtenstein auf Schloss Vaduz zu verlegen.
Liechtenstein blieb im Zweiten Weltkrieg neutral und wurde nie in direkte Kriegshandlungen verwickelt. Stattdessen konnte das Fürstentum seine Standortvorteile nutzen (keine Ausfälle von Armeeangehörigen, zentrale Lage, Zollunion mit der Schweiz, steuerliche Vorteile, politische Stabilität), sodass viele neue Industriebetriebe in Vaduz, aber auch im weiteren Fürstentum gegründet wurden und der Fortschritt im Land schnell voranzuschreiten begann.

## Bevölkerung
Per 31. Dezember 2018 hatte Vaduz 5'625 Einwohner und war nach Schaan (mit 6'016 Einwohnern) die zweitgrösste Gemeinde in Liechtenstein. Mit rund 42 Prozent lag der Ausländeranteil in Vaduz höher als in allen anderen Liechtensteiner Gemeinden.
Laut der Volkszählung 2015 sind 66,5 Prozent der Gesamtbevölkerung römisch-katholisch, wobei der Katholikenanteil unter der Bevölkerung mit liechtensteinischer Staatsbürgerschaft (mit 80,8 Prozent) wesentlich höher ist als unter der Bevölkerung mit ausländischer Staatsangehörigkeit (47,1 Prozent Katholiken). 10,1 Prozent der Einwohner von Vaduz sind Protestanten, und 2,6 Prozent gehören einer anderen christlichen Kirche an (mehrheitlich christlich-orthodoxe Kirchen). 7,7 Prozent sind muslimischen Glaubens, und weitere Religionen entfallen auf 0,75 Prozent der Bevölkerung. Konfessionslose machen 9,2 Prozent der Einwohner aus – der höchste Anteil in Liechtenstein.

## Politik

### Verwaltung und Gemeinderat
Bürgermeisterin von Vaduz ist seit Mai 2023 die VU-Politikerin Petra Miescher. Bei den Gemeindewahlen am 5. März 2023 gewann Miescher mit 55,3 % gegen den bisherigen Amtsinhaber Manfred Bischof (44,7 % der Stimmen).

2024 ist aber der ehemalige Vize-Bürgermeister Florian Meier (FBP) mit der Unterstützung aller Parteien und einer überwältigten Stimmenmehrheit als neuer Bürgermeister gewählt worden.

### Wappen

Wappen von Vaduz

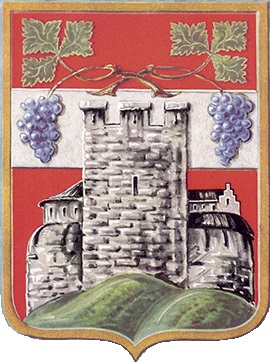
Wappen von 1932 bis 1978

1932 wurde Vaduz vom Fürsten als erster Liechtensteiner Gemeinde ein Wappen verliehen, das 1978 durch das jetzige ersetzt wurde. Es versinnbildlichte das Schloss Vaduz und den Weinbau auf einem roten Schild mit heraldisch silbernem Balken.
Das heutige Wappen ist viergeteilt: In den zwei roten, diagonal gegenüber liegenden Feldern (Felder zwei und drei) ist eine silberne Montfortsche Kirchenfahne (mit drei Hängel und drei Ringen) dargestellt. Diese sind vom Wappen der Werdenberger abgeleitet. Die anderen beiden Felder eins und vier zeigen auf Silber den roten «Fürstenhut» – eine stilisierte Krone, als Zeichen der Eigenschaft als Residenzort.

### Hauptortbegriff

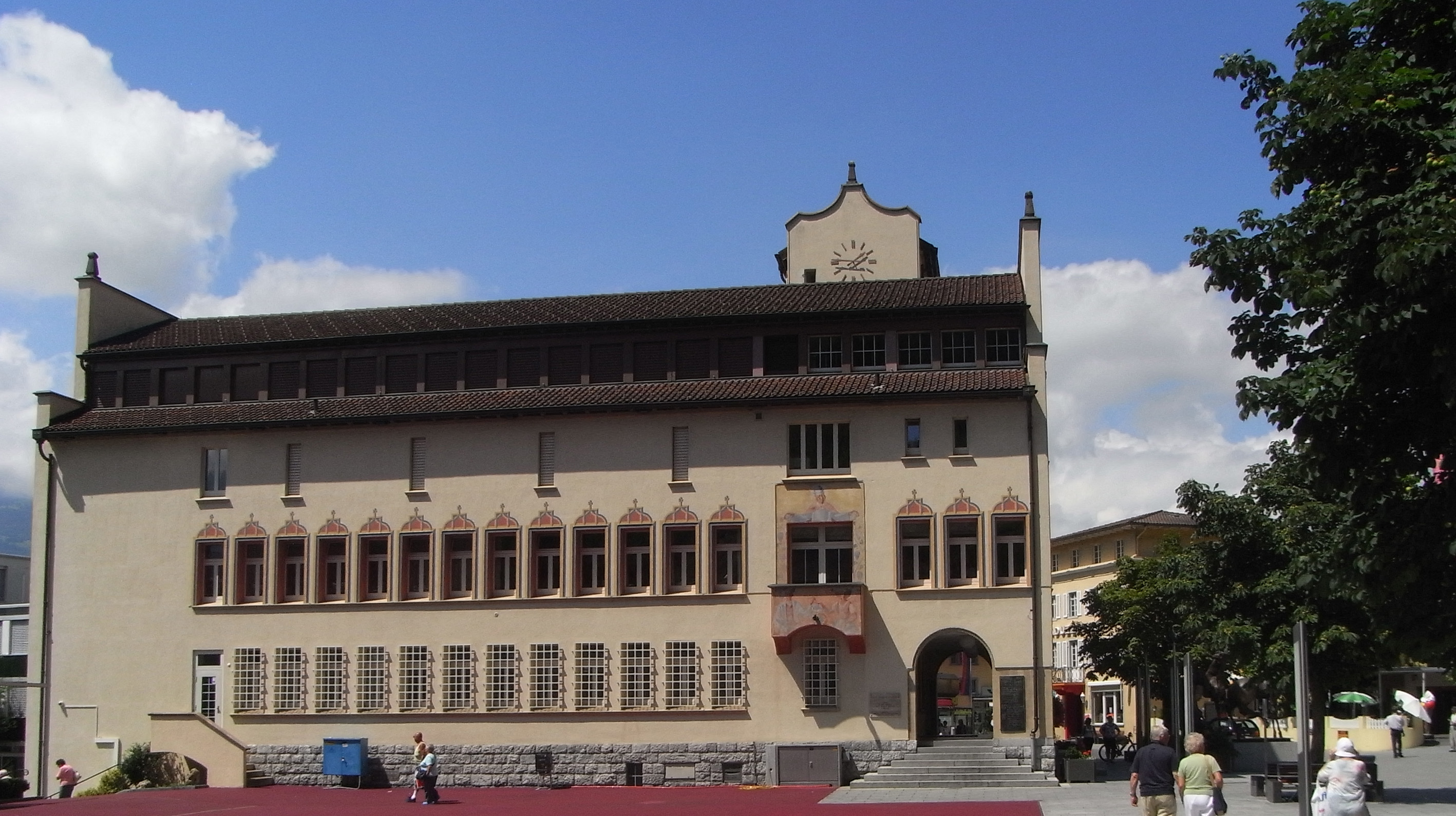
Rathaus von Vaduz

Die Verfassung Liechtensteins deklariert Vaduz als Hauptort:

„Vaduz ist der Hauptort und der Sitz des Landtages und der Regierung“

In einem Verfassungskommentar wird der Hauptortbegriff erläutert:

„Die Formulierung, wonach Vaduz der Hauptort des Landes ist, ist rechtlich keineswegs irrelevant. Durch die Verfassung ausgeschlossen wird beispielsweise die Bezeichnung einer anderen Gemeinde Liechtensteins als ‹Hauptort› oder auch ‹Hauptstadt›.“

Im Historischen Lexikon des Fürstentums Liechtenstein wird Vaduz als Hauptort definiert. Trotz dieser offiziellen Deklarierungen scheint der Hauptortbegriff in der Allgemeinheit umstritten. Die Tourismusseite des Fürstentums bezeichnet Vaduz oftmals als Hauptstadt, ebenso mehrere Vaduzer Hotels, mehrere Medien (wie die Frankfurter Allgemeine Zeitung, Die Welt, die Geo, die Kronen Zeitung oder der Deutschlandfunk), die Vereinigung des Consularischen Corps im Fürstentum Liechtenstein sowie das Auswärtige Amt der Bundesrepublik Deutschland.
Hubert Büchel sagte 1988 bei seinem Vortrag im Feldkircher Palais Liechtenstein: «Vaduz mit 5.000 Einwohnern hat eine Größe, bei der wir uns noch nicht von einer ‹Hauptstadt› zu sprechen getrauen, sondern bestenfalls von einem ‹Hauptort›».
In einem Reisemagazin fragte der Moderator Hape Kerkeling den FBP-Politiker und ehemaligen Bürgermeister von Vaduz, Manfred Bischof, ob man zu einem Ort mit 6.000 Einwohnern «ernsthaft von einer Hauptstadt sprechen könne». Bischof entgegnete, dass man bei Vaduz ernsthaft von einer Hauptstadt sprechen könne, da Liechtenstein ein eigenes Land sei, und zu einem Land auch eine Hauptstadt gehöre.
Die ehemalige Vaduzer Gemeinderätin und ehemalige Präsidentin der Johann Schädler Agra-Stiftung, Stefanie Hasler, sagte Ende 2022 im «Vaterland TV», dass Vaduz eigentlich eine Hauptstadt sei, und sich «ab und zu» nicht traue, dies so zu sagen.
Die Münchner Merkur bezeichnete Vaduz im März 2023 als «de-facto-Hauptstadt» Liechtensteins.

### Gemeindepartnerschaften
- La Paz[44]
- Zell am Ziller[45]

## Kultur und Sehenswürdigkeiten

### Museen

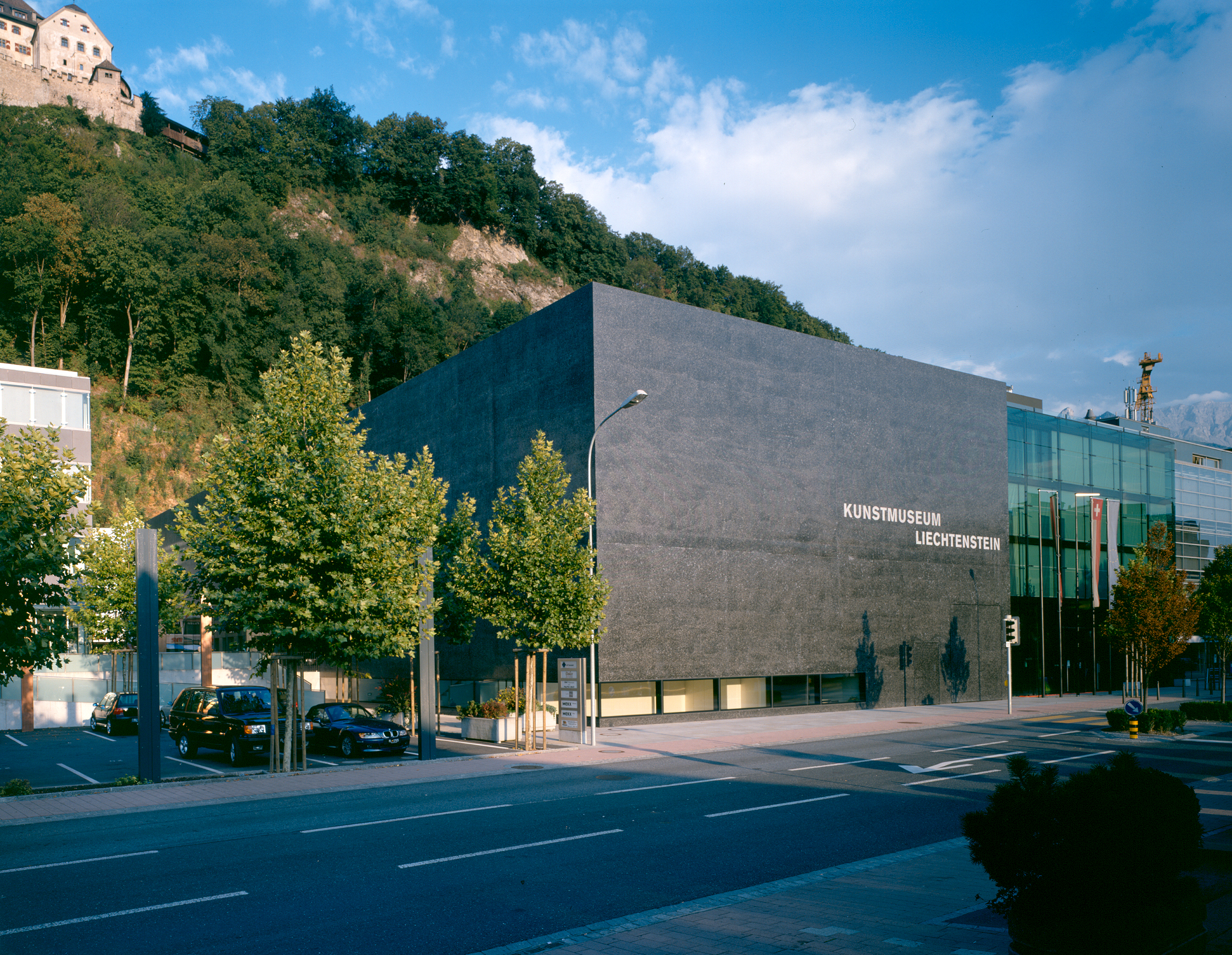
Kunstmuseum Liechtenstein

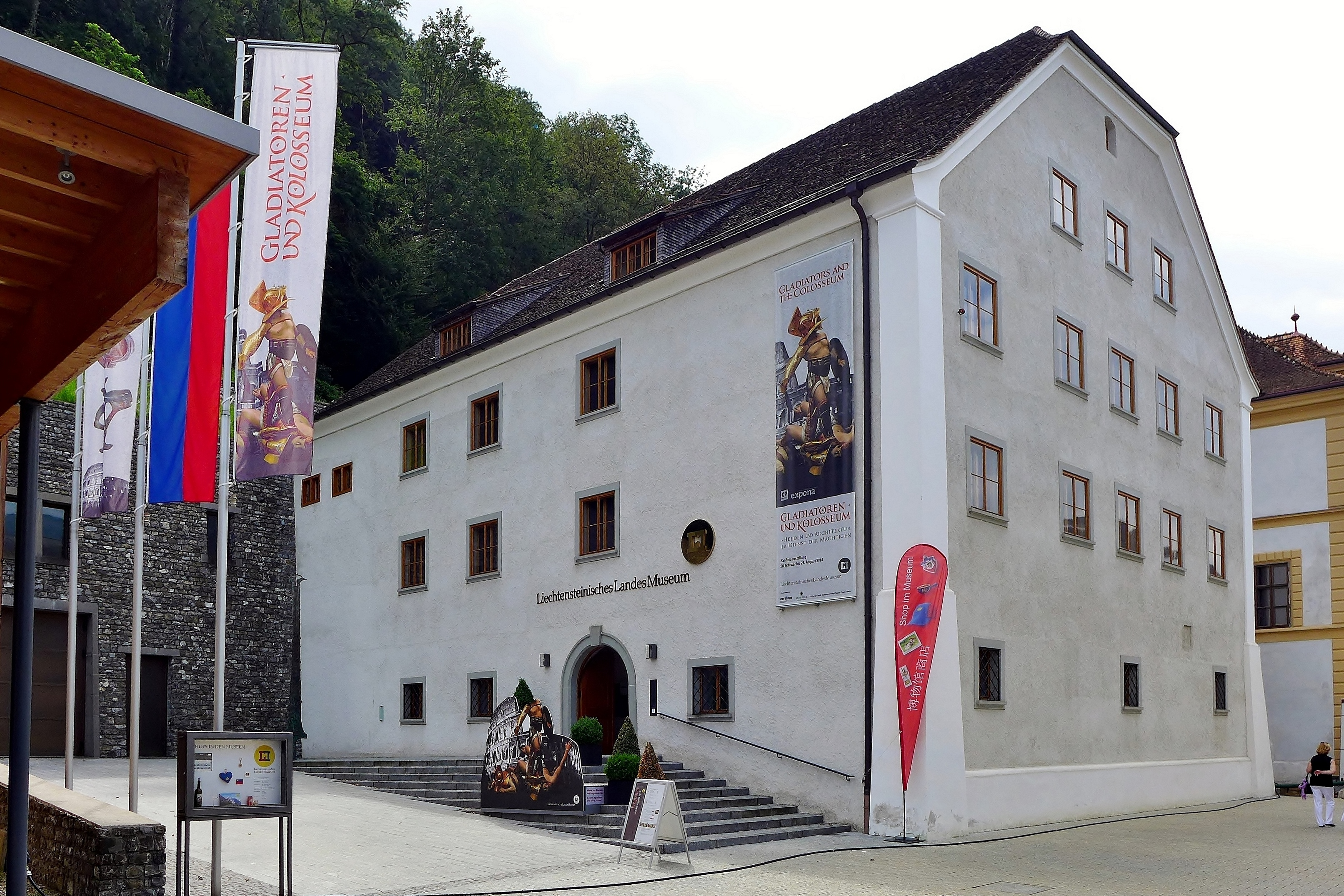
Liechtensteinisches Landesmuseum

- Kunstmuseum Liechtenstein: Das im Jahr 2000 eröffnete staatliche Museum für moderne und zeitgenössische Kunst beherbergt die staatliche Kunstsammlung des Fürstentums Liechtenstein. Die Fassade, ein eingefärbter und fugenlos gegossener Beton aus vorwiegend schwarzem Basaltgestein und farbigem Flusskies, ist so behandelt, dass „ein lebendiges Spiel auf der reflektierenden Oberfläche entsteht“.[46]
- Liechtensteinisches Landesmuseum: Hier wird die Kultur- und Naturgeschichte Liechtensteins präsentiert. Das Museum umfasst dabei zwei Altbauten und einen Neubau in Vaduz. Zudem sind das Postmuseum in Vaduz und ein bäuerliches Wohnmuseum in Schellenberg dem Landesmuseum zugeordnet.[47]
- «Engländerbau» mit Postmuseum: Der «Engländerbau» ist in den Jahren 1933/1934 im Auftrag einer englischen Gesellschaft als Geschäftsbau errichtet worden. Heute stellt es ein Ausstellungsgebäude dar, das wechselnde Ausstellungen zeitgenössischer Kunst zeigt. Ausserdem beheimatet es seit 2002 das zum Landesmuseum gehörige Postmuseum, das wichtige Dokumente und Artefakte der liechtensteinischen Philatelie und Postgeschichte sammelt, konserviert und der Öffentlichkeit zugänglich macht.[48]
- Uhrenmuseum Kurt Beck: Das im März 2018 in der Lettstrasse 39 eröffnete und privat geführte Museum zeigt rund 250 antike Uhren des Sammlers Kurt Beck.

### Mittelalterliche Bauten

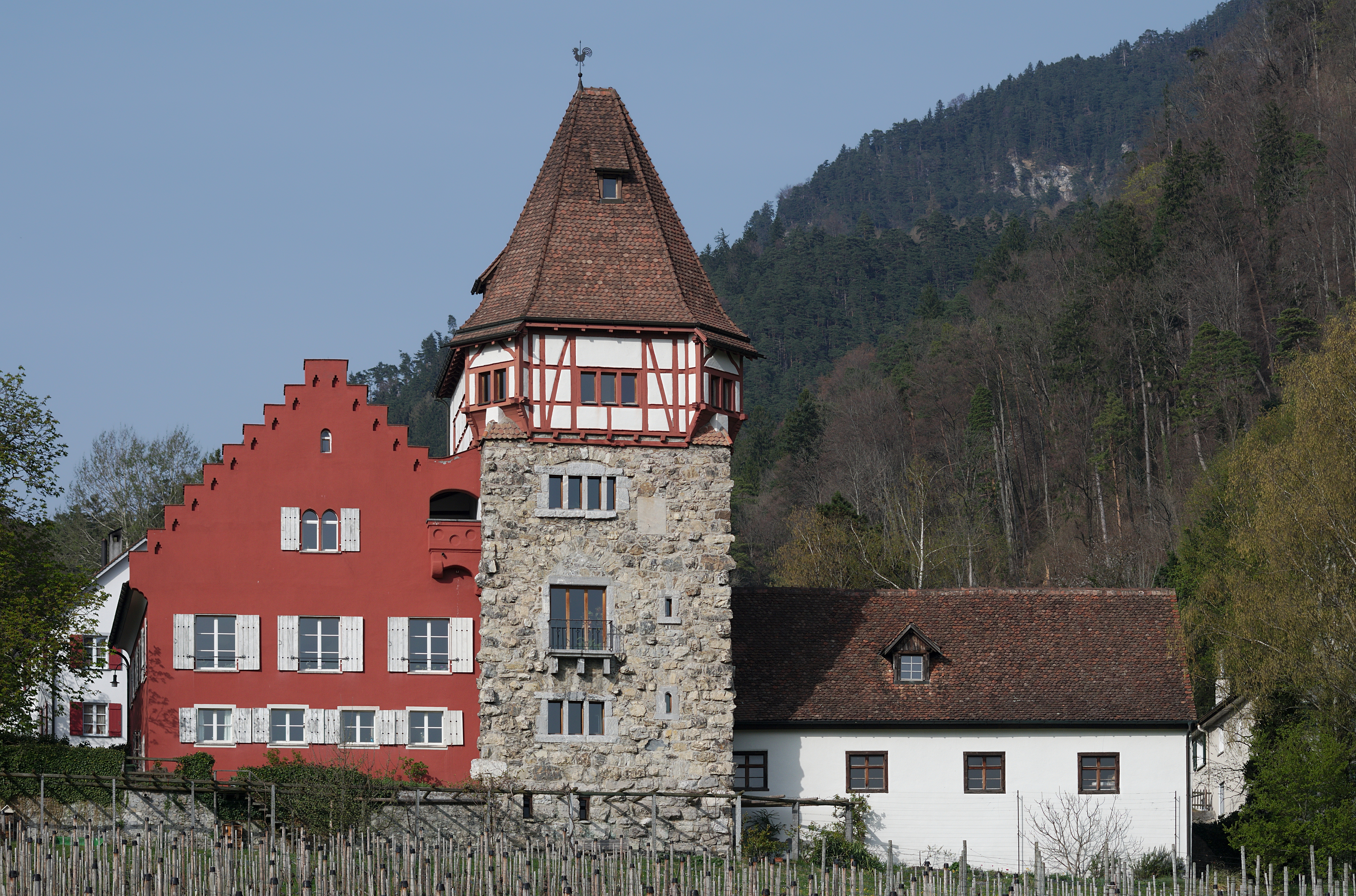
Das Rote Haus

- Schloss Vaduz: Das Wahrzeichen von Vaduz wurde im 12. Jahrhundert errichtet und schliesslich im 16. und 17. Jahrhundert erweitert. Seit dem Jahr 1712 ist das Schloss im Besitz der Fürsten von Liechtenstein, war jedoch lange Zeit nicht bewohnt und verfiel zunehmend. Erst zu Beginn des 20. Jahrhunderts wurde es umfassend renoviert, und schliesslich verlegte Fürst Franz Josef II 1938 als erster Fürst Liechtensteins seinen ständigen Wohnsitz aufs Schloss. Seither ist es der Öffentlichkeit nicht mehr zugänglich.[49]
- Ruine Schalun: Die mittelalterliche Burgruine Schalun (auch «Wildschloss» genannt) wurde im 12. Jahrhundert errichtet und im Laufe der Zeit durch weitere Gebäudeteile ergänzt. Die Ruine befindet sich über dem Schloss Vaduz auf einer Höhe von ca. 850 m ü. M. Heute noch erhalten sind weite Teile der Grundmauern, insbesondere der Kern der Burg mit bis zu zehn Meter hohen Gebäuderesten. Die Burg ist seit 1933 im Besitz der Gemeinde Vaduz.[50]
- «Rotes Haus»: Es ist ein denkmalgeschütztes mittelalterliches Treppengiebelhaus im Vaduzer Mitteldorf. Es gehörte zwischen 1400 und 1500 den Vaistli: Das Haus wurde von einem Erben der Vaistlis im Jahre 1525 vom Kloster St. Johann im Thurtal erworben, und der dazugehörige Weinberg (Wingert) hat seine hierdurch entstandene Bezeichnung Abtswingert bis heute behalten.[51]

### Sakralbauten

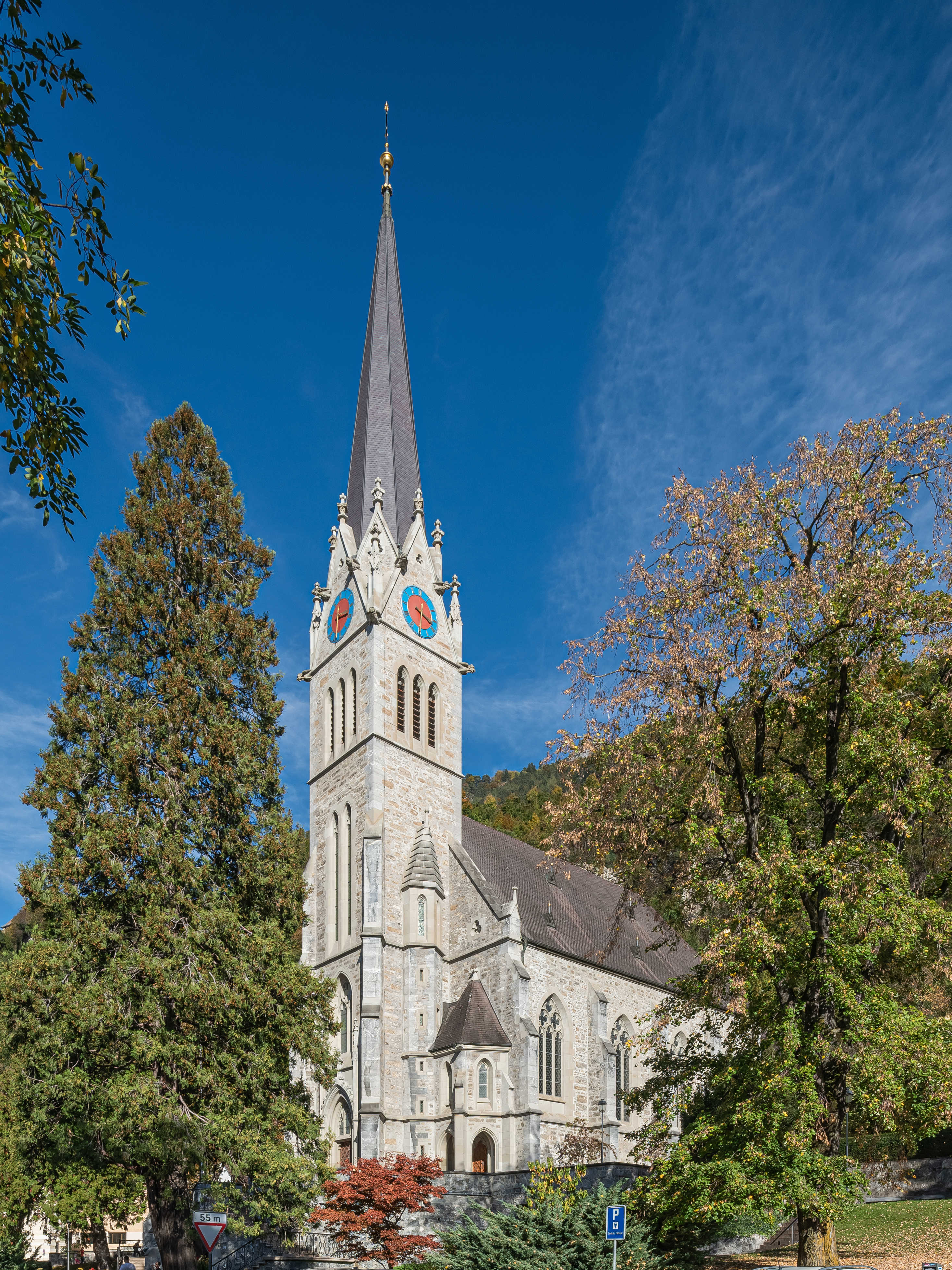
Kathedrale St. Florin

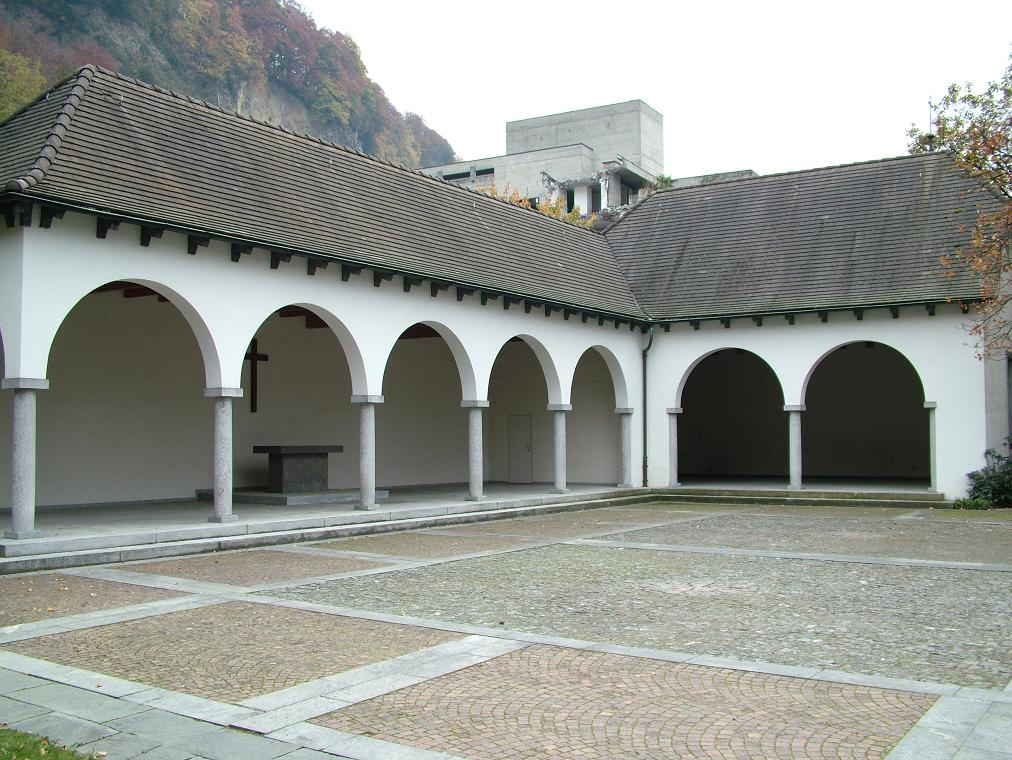
Die Fürstliche Gruft

- Kapelle St. Florin: Die Kapelle St. Florin war ein Sakralbau in der Gemeinde Vaduz, der wahrscheinlich in der frühen Neuzeit errichtet worden war. Im Jahr 1872 wurden der Turm und die Sakristei und 1874 die restlichen Gebäudeteile abgebrochen, so dass die Kapelle heute nicht mehr erhalten ist. Auf den ehemaligen Standort der Kapelle verweist eine Pflasterung des Grundrisses im Zentrum von Vaduz. Ausserdem ist ein Grossteil der Ausstattung erhalten geblieben oder fand eine neue Verwendung: Die Glocken der Kapelle beispielsweise wurden beim Guss der vier Glocken der neuen Pfarrkirche St. Florin verwendet.[52]
- Kathedrale St. Florin: Die neugotische Kirche wurde in den Jahren 1868 bis 1873 erstellt und am 5. Oktober 1873 eingeweiht. Mit der Einweihung der Pfarrkirche wurde Vaduz zur Pfarrei erhoben, da die Gemeinde bis damals der Urpfarrei Schaan angegliedert war. Bis 1997 gehörte Liechtenstein zum Bistum Chur. Am 2. Dezember 1997 wurde das Erzbistum Vaduz von Papst Johannes Paul II. errichtet und vom Bistum Chur losgelöst. Gleichzeitig mit der Gründung des Erzbistums Vaduz wurde die Pfarrkirche St. Florin zur Kathedrale erhoben.[53]
- Kapelle St. Josef: Sie wurde in den Jahren 1930 und 1931 erbaut. Sie ist im Ortsteil Ebenholz gelegen und stellt eine Filialkirche der Gemeinde Vaduz dar. Die Kapelle kann als Beispiel für einen klar gegliederten Kirchentypus angesehen werden, wie er in den 1930er Jahren häufig erbaut wurde.[54]
- Die Evangelische Kirche Ebenholz ist im Ortsteil Ebenholz gelegen und wurde in den Jahren 1962 und 1963 errichtet. Der moderne Kirchenbau besitzt eine klare Strukturierung mit einem Chor und einen Turm im Norden und einer Orgelempore über dem Haupteingang. Die drei Glocken stammen aus der Klosterkirche von Schellenberg und wurden 1880 gegossen.[55]
- Die Johanneskirche ist das Sakralgebäude der evangelisch-lutherischen Kirche des Fürstentums Liechtenstein. Das Kirchengebäude wurde im Jahr 1947 als Notkirche in Stuttgart errichtet und schliesslich 1956 als Geschenk nach Liechtenstein überführt. Besonders bedeutsam ist die Orgel, die aus dem frühen 18. Jahrhundert stammt.[56]
- Fürstliche Gruft: Bis zum Zweiten Weltkrieg diente die fürstliche Gruft in Wranau der fürstlichen Familie Liechtensteins als Beisetzungsstätte. Als Franz Josef II. als erster Fürst seinen Wohnsitz nach Vaduz verlegte, wurde in den Jahren 1958 bis 1960 im Park südlich der Kathedrale eine neue Grabstätte angelegt. Als erster Landesfürst wurde Fürst Franz Josef II. 1989 hier beigesetzt. Seit 1992 ist auf den Flügeln der Eingangstür ein Relief angebracht, das die Auferstehung des Lazarus zeigt.[57]

### Neuzeitliche Bauten

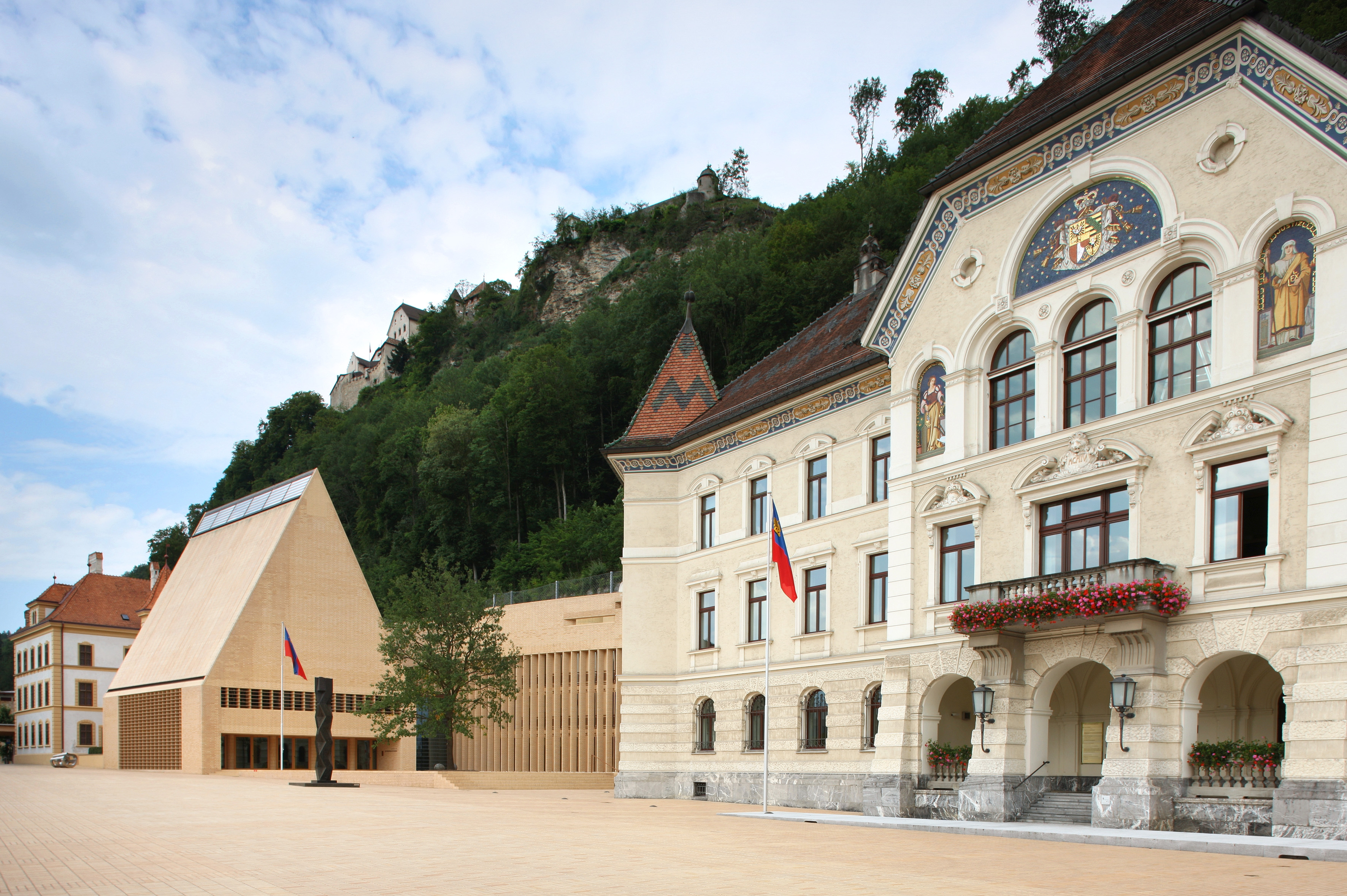
Das Regierungsgebäude (v. r.) und das Landtagsgebäude (h. l.)

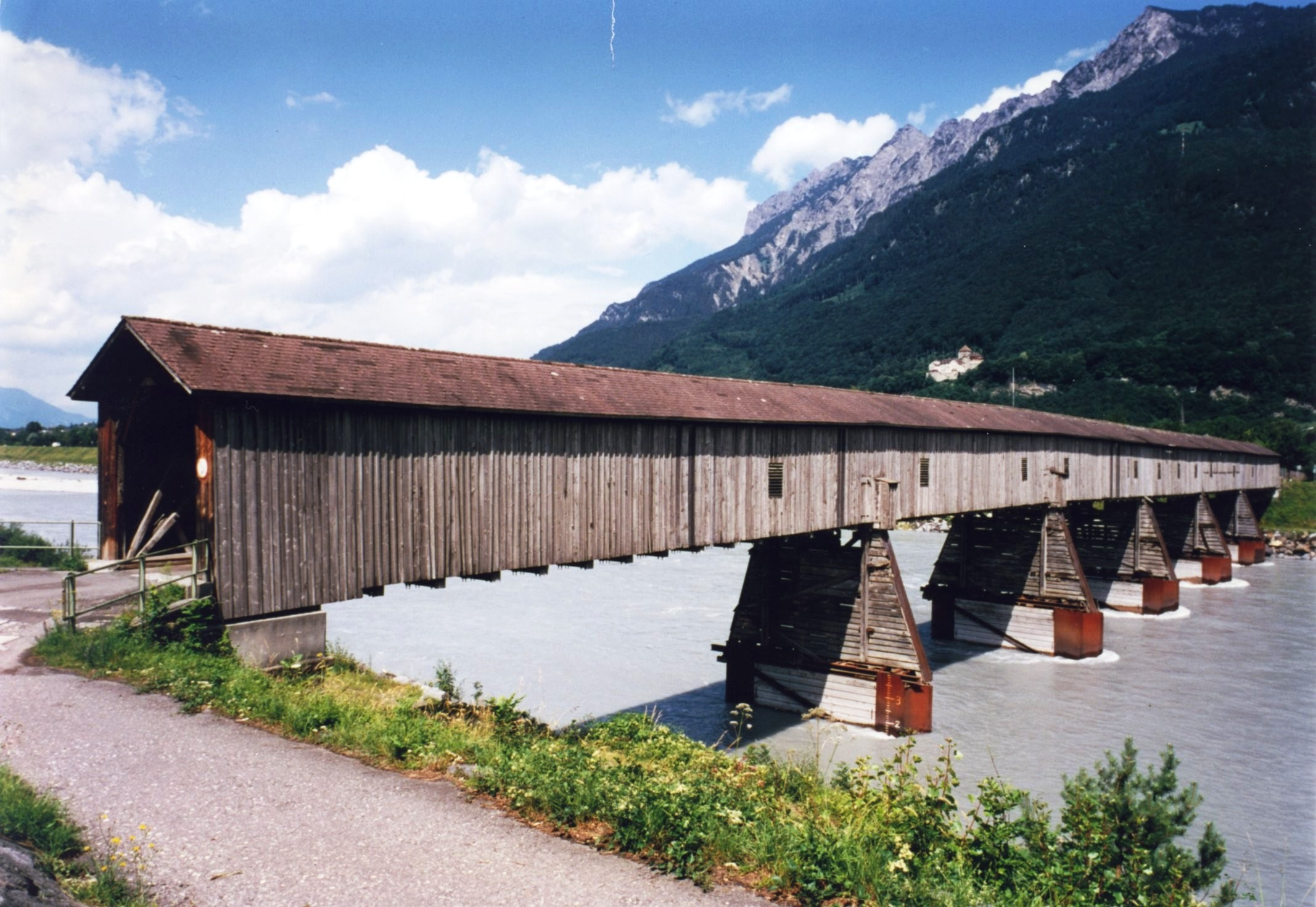
Die Alte Rheinbrücke (vor der Sanierung)

- Liechtensteinisches Landtagsgebäude: Im Jahr 2008 wurde das Landtagsgebäude nach 7-jähriger Bauzeit eröffnet. Seither dient es dem Landtag des Fürstentums Liechtenstein als Plenarsaal, in dem alle Landtagsabgeordnete an einem einzigen runden Tisch Platz finden. Beim 42,2 Millionen Schweizer Franken teuren Bau wurden über eine Million Klinkersteine, 600 Tonnen Stahl und 5800 Kubikmeter Beton verbaut.[58]
- Regierungsgebäude von Liechtenstein: Das Regierungsgebäude wurde von 1903 bis 1905 im neubarocken Stil erbaut. Für das damalige ärmliche Liechtenstein enthielt es grosse technische Neuerungen: so wurde im Regierungsgebäude die erste liechtensteinische Zentralheizung eingebaut. Seit 1992 steht das im Volksmund auch «Grosses Haus» genannte Gebäude unter Denkmalschutz.[49]
- Rathaus der Gemeinde Vaduz: Das Rathaus wurde in den Jahren 1932 und 1933 erbaut. Von besonderer Bedeutung ist ein Balkonfresko an der Südfassade, das den Heiligen Urban, den Patron der Weinbauern, zeigt. An der Eingangsfront ist das Wappen der Gemeinde Vaduz eingemeisselt.[51]
- «Rheinbergerhaus»: Das Gebäude wurde um 1550 erbaut und 1613 erstmals urkundlich erwähnt. Es ist von Bedeutung, da in diesem Haus der Komponist Josef Gabriel Rheinberger (1839–1901) geboren wurde. Mit zwölf Jahren verliess er seine Heimatstätte, um in München eine musikalische Ausbildung zu erlangen. Er wirkte sein ganzes Leben in München und verstarb auch dort. Nach dem Zweiten Weltkrieg wurde er 1945 zusammen mit seiner Gattin nach Vaduz überführt. Vor seinem Geburtshaus wurde 1939/1940 ein Bronzebildnis Josef Gabriel Rheinbergers errichtet.[51]
- Alte Rheinbrücke: Seit 1901 verbindet die alte Rheinbrücke Vaduz mit der Schweizer Gemeinde Sevelen. Bei der 135 Meter langen Brücke handelt es sich um die einzige noch bestehende liechtensteinische Rheinbrücke aus Holz. Die Brücken der anderen liechtensteinischen Gemeinden wurden aufgrund von Baufälligkeiten oder Bränden aufgegeben und durch Betonbrücken ersetzt. Die aus fünf Pfeilern bestehende Brücke ist seit der Eröffnung der neuen Rheinbrücke ausschliesslich für den nicht-motorisierten Individualverkehr zugänglich. In den Jahren 2009/2010 wurde sie umfassend saniert.[59]

### Rezeption
Clemens Brentano spielt mit dem fiktiven Ort Vadutz in seinem Märchen Gockel, Hinkel und Gackeleia auf den Stadtnamen an.

### Sport

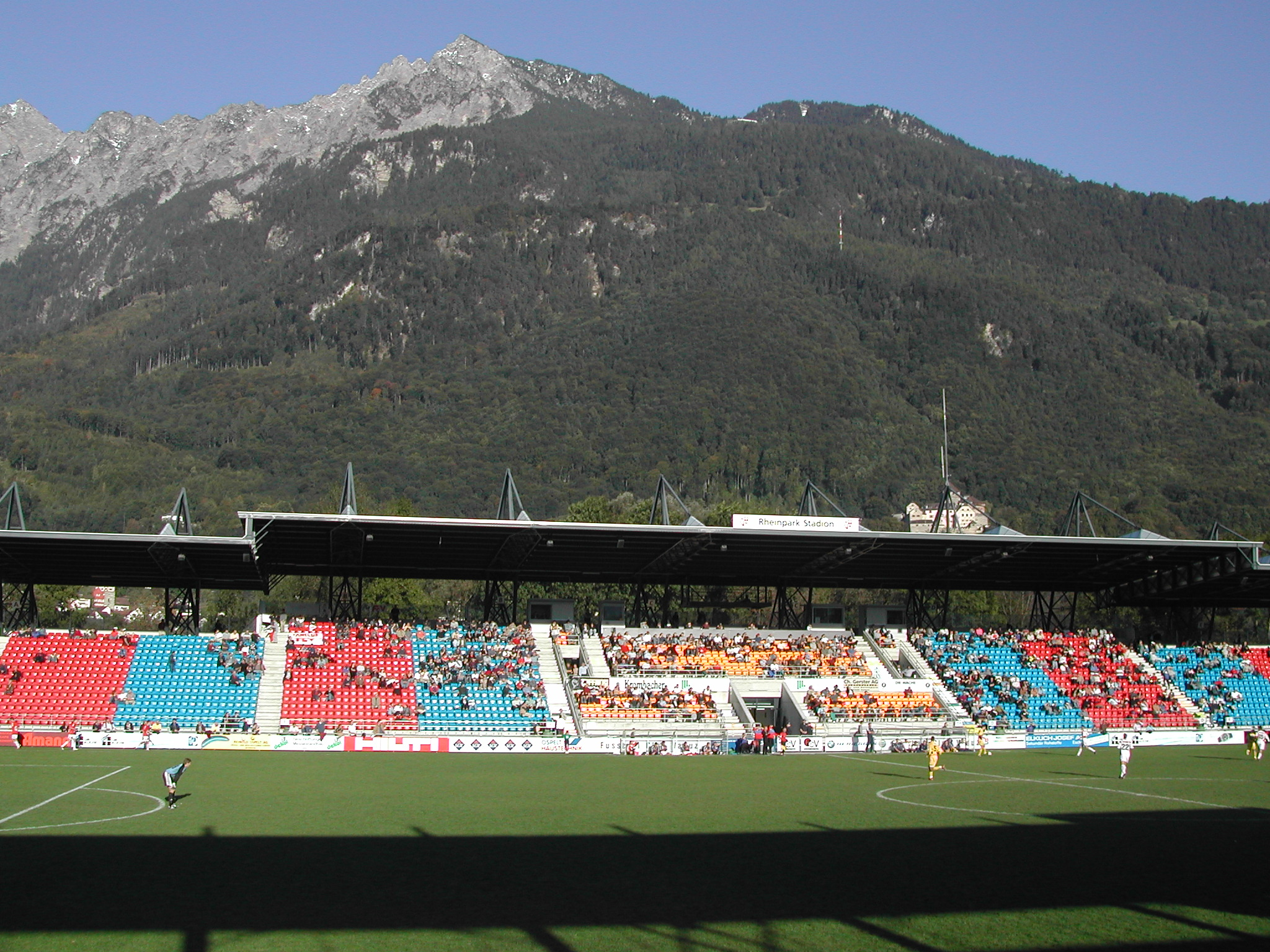
Rheinpark Stadion

Der bedeutendste Sportverein ist der FC Vaduz. Bis 2022 gewann er 48-mal den Liechtensteiner Cup und spielt in der zweithöchsten schweizerischen Spielklasse Challenge League. Spielstätte des FC Vaduz ist das Rheinpark Stadion, in dem auch die liechtensteinische Fussballnationalmannschaft ihre Heimspiele austrägt.

## Infrastruktur

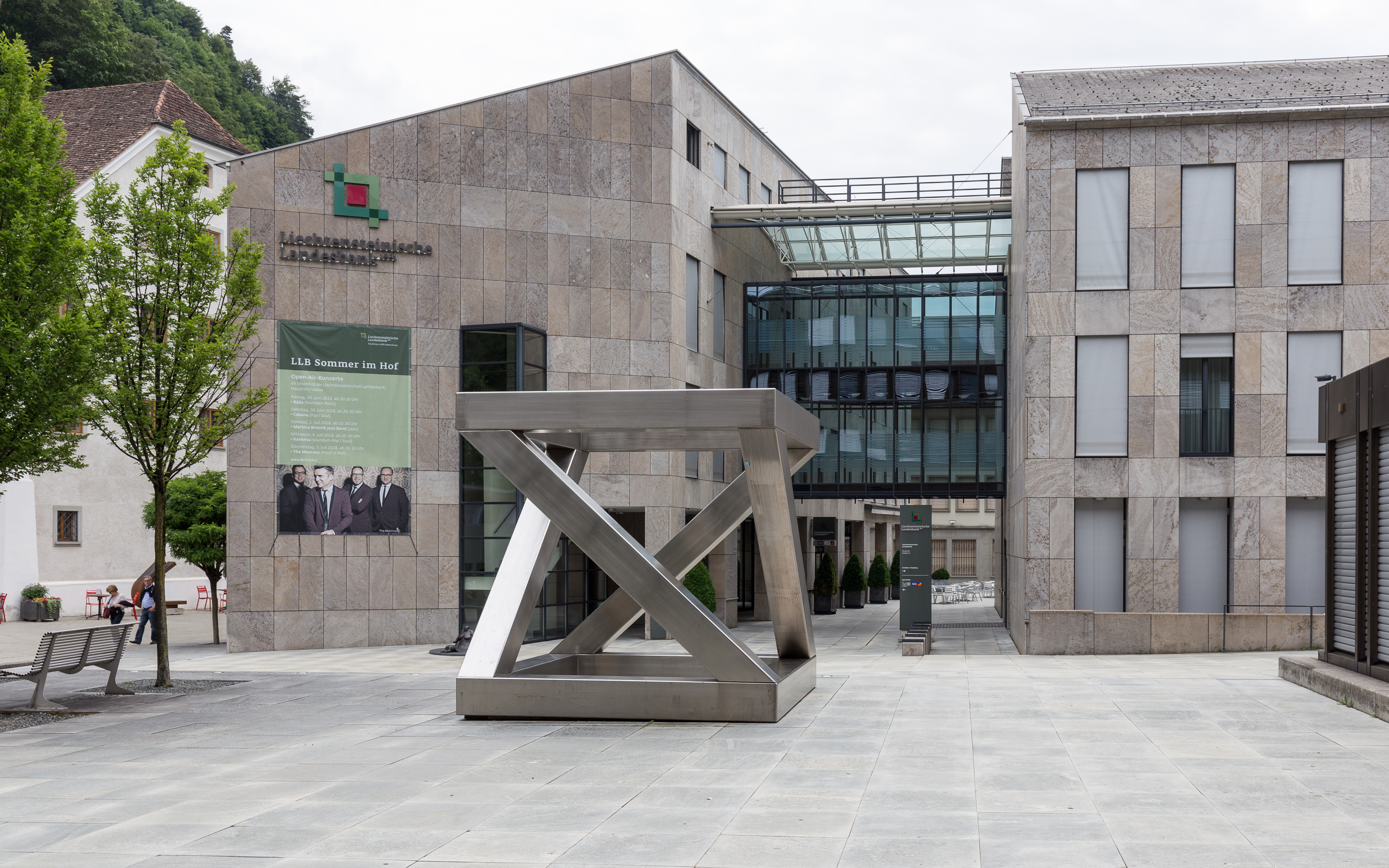
Liechtensteinische Landesbank in Vaduz

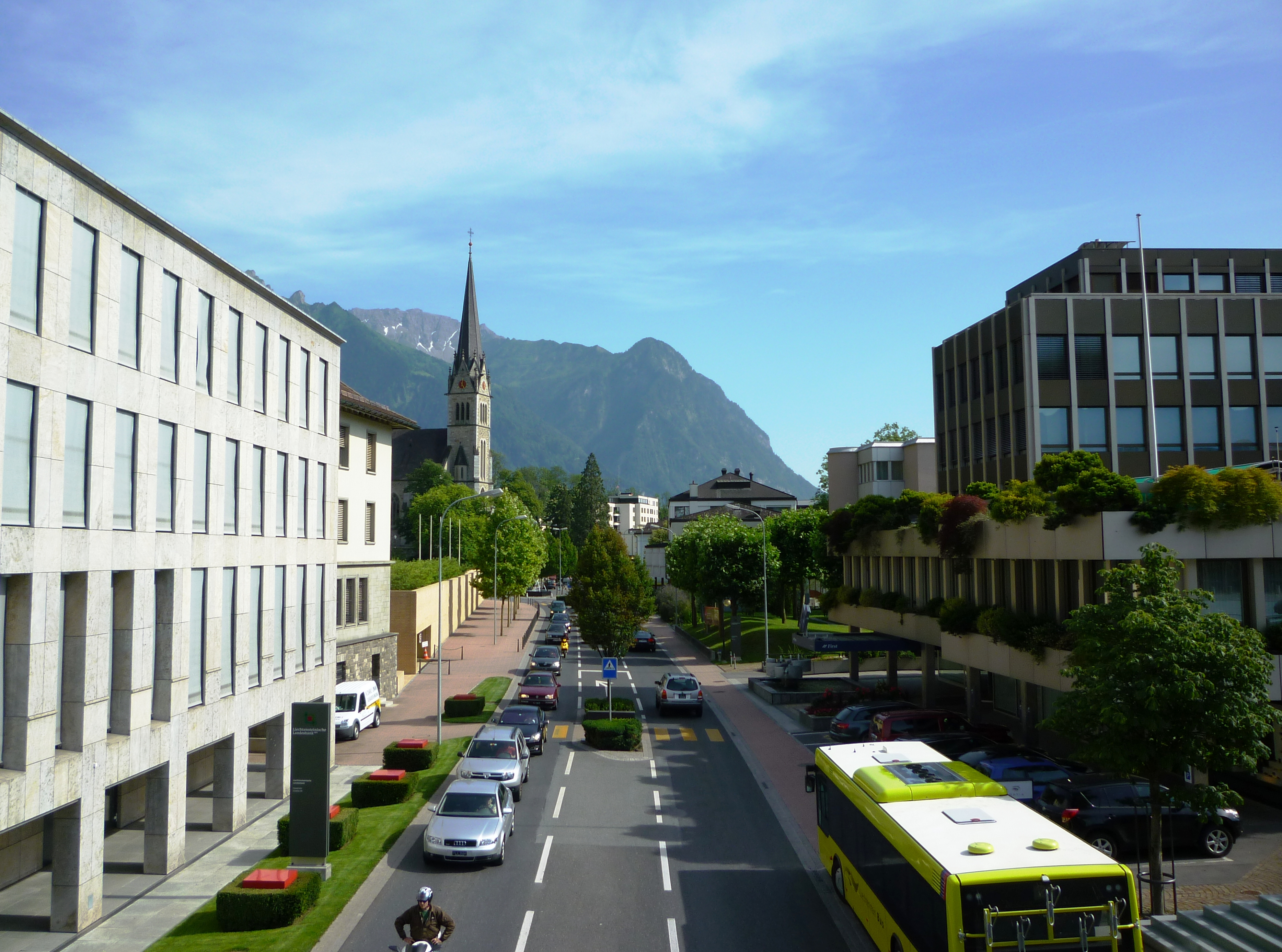
Das Zentrum von Vaduz

### Wirtschaft
Ende 2014 gab es in der Gemeinde Vaduz über 10'000 Arbeitsplätze.
International bekannt ist Vaduz vor allem als Finanzplatz. 2018 belegte der Ort in einer Rangliste der weltweit wichtigsten Finanzzentren den 69. Platz.
Viele international tätige Industrieunternehmen stammen aus Vaduz oder aus dem übrigen Liechtenstein. Dazu zählen u. a. die Hilti AG oder die Hoval AG.
Im Ort befindet sich das Maschinenhaus des Kraftwerks Samina.

### Behörden
Viele staatliche Institutionen haben ihren Hauptsitz in Vaduz, z. B. die Liechtensteinische Landespolizei.

### Bildung
In Vaduz befinden sich das Liechtensteinische Gymnasium und die Universität Liechtenstein.

### Verkehr
Liechtenstein selbst besitzt keine Autobahnen, allerdings führt die Schweizer A13 entlang der linken Rheinseite. Vaduz verfügt mit der Autobahnausfahrt in der St. Galler Gemeinde Sevelen über einen Autobahnanschluss in unmittelbarer Nähe.
Der Bahnhof Schaan-Vaduz ist die nächstgelegene Bahnstation mit regionaler Anbindung. Die Bahnhöfe Sargans, Buchs SG und Feldkirch weisen jeweils internationale Verbindungen auf und sind mit den öffentlichen Bussen des Verkehrsbetriebs LIECHTENSTEINmobil (VLM) direkt zu erreichen. Auch die restlichen Gemeinden des Fürstentums sind mit dem öffentlichen Verkehrsnetz problemlos erreichbar. Zu Beginn des letzten Jahrhunderts entstand ein schmalspuriges Eisenbahnprojekt Schaan–Landquart.